# Jérémie Kaiser
Jérémie Kaiser (* 21. Oktober 1988 in Mannheim) ist ein deutsch-französischer Schriftsteller und Illustrator.

## Leben
Nach seinem Abitur an der Europäischen Schule Karlsruhe hat Jérémie Kaiser 2008 und 2013 mehrmonatige Ausbildungen an Shaolin Kung Fu Schulen in China absolviert. Er ist Träger des (1. Dan) im Taekwondo. Seit 2019 arbeitet Jérémie Kaiser bei PC-Welt Online. Er moderiert unter anderem den wöchentlichen Podcast "Tech-Up Weekly" sowie die Kurzvideos der Social-Media-Kanäle.
Sein Kinderbuch „Mango – Die kleine rosa Raupe“ aus dem Jahr 2020, wird vom Bundesverband Kinderhospiz e. V. empfohlen und wurde an Grundschulen vorgestellt.

## Veröffentlichungen
- Das Herz des Adlers – Teil 1: Der Aufbruch des Prinzen. Amazon.de. ISBN 979-8-700-13374-6. (Neuauflage 2020, Der Kleine Buch Verlag, Karlsruhe, 2013, ISBN 978-3-942-63726-8).
- Das Herz des Adlers – Teil 2: Das Vermächtnis des Zauberers. Amazon.de. ISBN 979-8-741-48857-7. (Neuauflage 2021, Der Kleine Buch Verlag, Karlsruhe, 2014, ISBN 978-3-942-63765-7).
- Das Herz des Adlers – Teil 3: Der Schrei des Phönix. Amazon.de. ISBN 979-8-456-65311-6. (Neuauflage 2021, ISBN 979-8456653-11-6)
- Mango – Die kleine rosa Raupe. Amazon.de. ISBN 979-8-568-31823-1. (Neuauflage 2020, Der Kleine Buch Verlag, Karlsruhe, 2015, ISBN 978-3-942-63764-0).

## Übersetzungen
- Mango – La petite chenille rose. Amazon.fr. ISBN 979-8-848-47788-7.
- Mango – The little pink caterpillar. Amazon.com. ISBN 979-8-539-72941-7.